# Lubow Cioma
Lubow Cioma, ros. Любовь Цёма (z domu Kiriuchina [Кирюхина], ur. 19 maja 1963) – rosyjska lekkoatletka specjalizująca się w biegach średniodystansowych, uczestniczka letnich igrzysk olimpijskich w Atlancie (1996). W czasie swojej kariery reprezentowała również Związek Socjalistycznych Republik Radzieckich.

## Sukcesy sportowe
- mistrzyni ZSRR w biegu na 800 metrów – 1986[1]
- mistrzyni Rosji w biegu na 800 metrów – 1997[2]

| Rok  | Miasto       | Zawody                      | Konkurencja                                | Wynik                       |
| ---- | ------------ | --------------------------- | ------------------------------------------ | --------------------------- |
| 1979 | Bydgoszcz    | mistrzostwa Europy juniorów | sztafeta 4 × 400 metrów                    | brązowy medal               |
| 1981 | Utrecht      | mistrzostwa Europy juniorów | bieg na 800 metrów sztafeta 4 × 400 metrów | brązowy medal srebrny medal |
| 1986 | Stuttgart    | mistrzostwa Europy          | bieg na 800 metrów                         | 7. miejsce                  |
| 1987 | Indianapolis | halowe mistrzostwa świata   | bieg na 800 metrów                         | brązowy medal               |
| 1987 | Liévin       | halowe mistrzostwa Europy   | bieg na 800 metrów                         | brązowy medal               |

## Rekordy życiowe
- bieg na 400 metrów – 52,52 – Moskwa 14/06/1997
- bieg na 600 metrów (hala) – 1:25,46 Moskwa 15/02/1987
- bieg na 800 metrów – 1:57,18 – Kijów 16/07/1986
- bieg na 800 metrów (hala) – Moskwa 04/03/1984
- bieg na 1000 metrów – 2:35,49 – Eugene 05/06/1993
- bieg na 1500 metrów – 4:07,18 – Leningrad 19/07/1982